# Nogent-sur-Seine
Nogent-sur-Seine è un comune francese di 6 239 abitanti situato nel dipartimento dell'Aube nella regione del Grand Est, sede di sottoprefettura.

## Società

### Evoluzione demografica
Abitanti censiti

## Nogent-sur-Seine nella letteratura
Nogent-sur-Seine è il paese d'origine (nonché lo sfondo di molte delle sue vicissitudini) di Frédéric Moreau, personaggio immaginario creato dalla penna di Gustave Flaubert e protagonista del suo romanzo L'educazione sentimentale.

## Amministrazione

### Gemellaggi
- Rielasingen-Worblingen
- Joal-Fadiouth